# 1080-ті до н. е.

## Події
Воєначальник та верховний жрець Амона Херіхор захоплює всю повноту влади у Фівах, Єгипет.

## Правителі
- фараон Єгипту Рамсес XI;
- цар Ассирії Тіглатпаласар І;
- царі Вавилонії Мардук-надін-аххе та Мардук-шапік-зері;